# Pedro Barny
Luís Pedro Barros Barny Monteiro, conhecido por Pedro Barny (Porto, Portugal 20 de Julho de 1966).

## Biografia

### Futebolista
Começou a dar os seus primeiros pontapés na bola no Estrelas Desportivas, um clube criado com os amigos de infância, antes de se iniciar nas camadas jovens do Boavista Futebol Clube.
Jogou no Boavista Futebol Clube, Estrela da Amadora, Sporting Clube de Portugal, Belenenses, e Desportivo das Aves.
Factos a destacar:
 Internacional sub-21 por 6 vezes.
Capitão de equipa no Boavista e Belenenses.
15 épocas consecutivas de actividade. 333 jogos na I Divisão Nacional e mais de 400 jogos oficiais.
Diversas participações em competições Europeias atingindo os ¼ de final da Taça UEFA na época de 1993/94 ao serviço do Boavista.

### Títulos
Taça de Portugal ao serviço do Estrela da Amadora na época de 1989/1990.
Taça de Portugal ao serviço do Boavista na época de 1991/1992.

### Treinador
Em 2001 iniciou a carreira de treinador como adjunto de João Alves na Académica de Coimbra onde consegue a subida à SuperLiga. No ano seguinte repete o feito desta vez ao serviço do Estrela da Amadora. Na época de 2005/06 ingressa no Boavista e ascende a treinador principal no final da época. Em Junho de 2009 integrou a equipa técnica da Selecção de Angola como adjunto de Manuel José, tendo atingido os quartos de final da CAN em Fevereiro de 2010. Desde Janeiro de 2011 e novamente com Manuel José, treina o Al-Ahly do Egipto, o mais titulado clube de Futebol de África.  
Tem o 4º nível da Associação Nacional de Treinadores de Futebol. 
Está matriculado no ISMAI onde frequenta a licenciatura em Gestão do Desporto.